# 컨테이너 건축

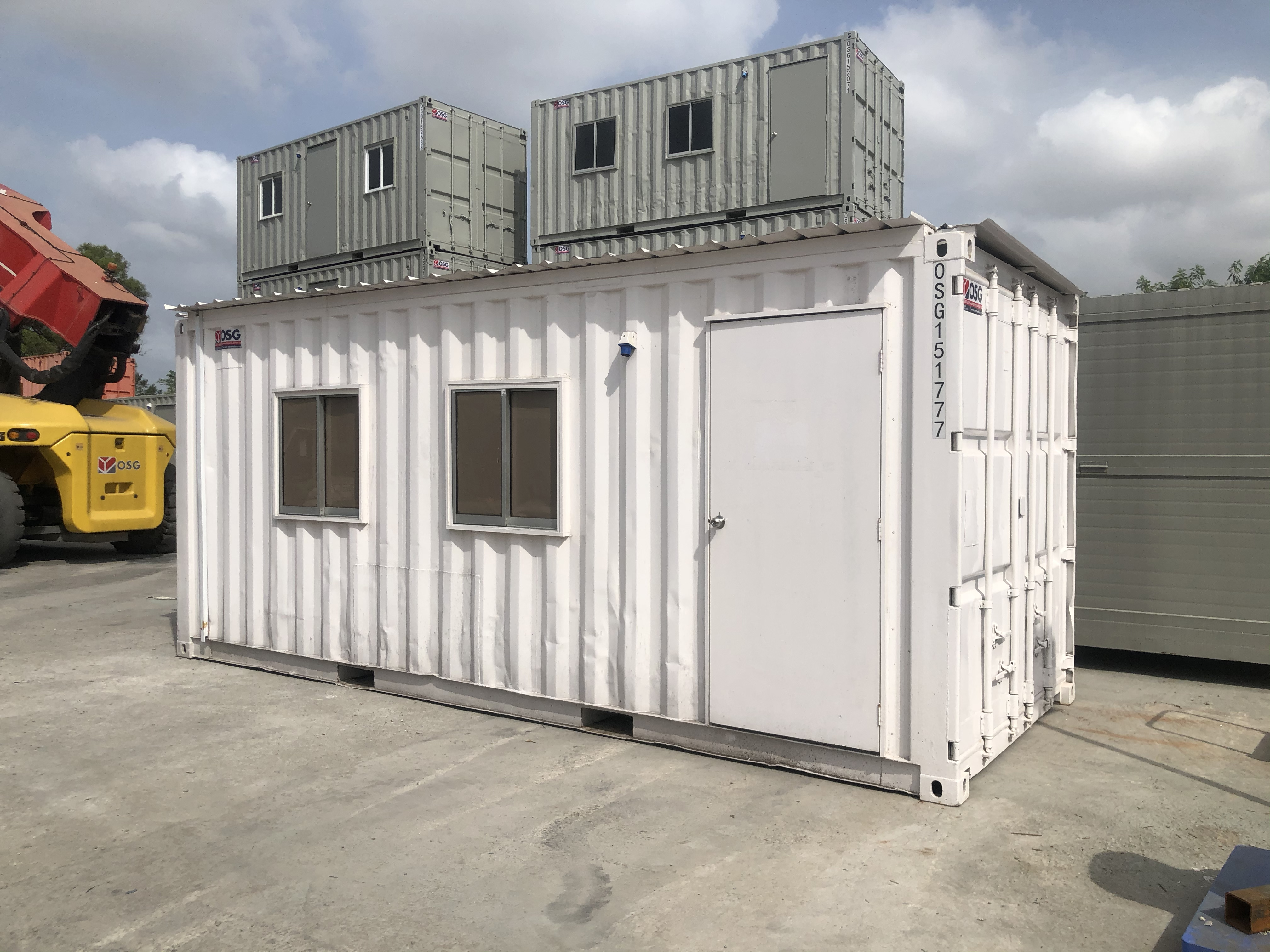
중고 컨테이너로 건축된 원격 오피스

컨테이너 건축(Shipping container architecture)은 강철 복합 컨테이너(선적 컨테이너)를 주된 구조 요소로 사용하는 건축 형태이다. 이는 또한 카고텍처(cargotecture, 화물 구조) 또는 아키테이너(arkitainer)라고도 불리며, "화물(cargo)"과 "아키텍처(architecture)"를 결합한 합성어이다. 이러한 형태의 건축은 종종 작은 집 운동과 지속 가능한 생활 운동과 관련이 있다.
컨테이너의 건축자재 활용은 강도, 폭넓은 가용성, 저렴한 비용, 친환경성으로 인해 인기가 높아지고 있다.

## 같이 보기
- 작은 집 운동
- 컨테이너리제이션
- 조립식 건물
- 새활용